# Pałac sportu Kazachstan
Pałac sportu Kazachstan (ros. Дворец спорта «Казахстан», kaz. «Қазақстан» спорт сарайы) – obiekt sportowy znajdujący się w Astanie, w Kazachstanie. Pałac łączy pod jednym dachem lodowisko oraz 50-metrowy basen, obok znajduje się również mniejszy obiekt z krytym lodowiskiem, połączony z pałacem poprzez łącznik. Hala pałacu sportu mieszcząca kryte lodowisko może pomieścić 5500 widzów. Obiekt został wybudowany w latach 2000–2001.
Decyzję o budowie areny podjęto w 1999 roku. Prace ruszyły w roku 2000, a otwarcie obiektu miało miejsce 6 marca 2001 roku. Obiekt łączy ze sobą krytą pływalnię o długości 50 m oraz kryte lodowisko z trybunami na 5500 widzów. Pierwotnie pojemność trybun lodowiska wynosiła 4000 widzów, wzrosła jednak po przebudowie w 2007 roku. W 2010 roku obok areny oddano do użytku drugie kryte lodowisko z trybunami na 1000 widzów, które połączono z pałacem sportu poprzez łącznik. Obiekt posiada unikalne rozwiązanie technologiczne, a mianowicie ciepło które jest wytwarzane przez urządzenia mrożące lodowisko wykorzystywane jest następnie do ogrzewania wody w basenie. Na lodowisku regularnie swoje spotkania rozgrywają hokeiści klubów Nomad Astana oraz HK Astana. Do czasu otwarcia nowej Barys Areny w 2015 roku na obiekcie występowali również zawodnicy klubu grającego w rozgrywkach KHL, Barysu Astana. Na krytym basenie obiektu odbywały się natomiast krajowe mistrzostwa w pływaniu. W 2011 roku pałac gościł mecze turnieju hokeja na lodzie mężczyzn podczas VII Zimowych Igrzysk Azjatyckich.